# Kurd von Bülow
Kurd Edgar Bodo von Bülow (* 20. Juli 1899 in Allenstein, Ostpreußen; † 30. Mai 1971 in Rostock) war ein deutscher Geologe.

## Familie
Bülow entstammte altem mecklenburgischen Adel und war Sohn des königlich preußischen Majors und Batterie-Chefs Curt von Bülow (1867–1914) und der Margarete Sander (1871–1947).
Er heiratete am 6. August 1927 in Nordhausen die Biologiefachlehrerin Liselott Wendt (* 25. Januar 1906 in Eydtkuhnen, Ostpreußen; † 13. Juli 1977 in Rostock), die Tochter des königlich preußischen Zollrats Waldemar Wendt und der Margarete Streckert. Das Ehepaar hatte vier Kinder, eines davon ist die Archäologin Gerda von Bülow (* 1945).

## Leben
Nach Abschluss seiner Schulzeit mit Notabitur (1917) am humanistischen Gymnasium war Bülow Frontsoldat im Ersten Weltkrieg. Schon damals war er als Gehilfe von Feldgeologen tätig. Nach dem Krieg studierte er 1918–1920 (mit Zwischensemestern) an der Friedrich-Wilhelms-Universität zu Berlin und der Königlichen Universität zu Greifswald Geologie. Mit einer Doktorarbeit bei Otto Jaekel wurde er zum Dr. phil. promoviert. Ab 1921 war er an der Preußischen Geologischen Landesanstalt in Berlin tätig. In der Kartierung kam er in das Harzvorland, nach Brandenburg, in die Eifel und in das Rheinische Schiefergebirge, in die Lüneburger Heide, doch vor allem nach Mecklenburg, Hinterpommern und Ostpreußen. Neben seiner Kartierungspraxis war Bülow immer bemüht, durch Populärwissenschaftliche Literatur breite Bevölkerungsschichten mit geologischen Forschungsergebnissen vertraut und die praktische Bedeutung der Geologie in vielfältiger Hinsicht verständlich zu machen.
In den Jahren 1935 bis 1946 war er Professor an der Universität Rostock. Gleichzeitig wurde er Leiter der Geologischen Landesanstalt für Mecklenburg. 1941 wurde er Direktor des Geologisch-Paläontologischen Instituts der mathematisch-naturwissenschaftlichen Fakultät an der Universität Rostock. Bülow beantragte am 5. Juli 1937 die Aufnahme in die NSDAP, wurde rückwirkend zum 1. Mai desselben Jahres aufgenommen (Mitgliedsnummer 5.082.018) und war ab 1938 Blockleiter in Rostock.
Der Zweite Weltkrieg unterbrach Bülows Lehrtätigkeit an der Universität Rostock. Erst 1952 nahm er nach anderen geologischen Tätigkeiten (z. B. in der Rostocker Moorverwertung GmbH und später als Leiter der Geologischen Landesanstalt) seine Arbeit an der Hochschule wieder auf. Seine Emeritierung war bereits 1964, doch das Geologisch-Paläontologische Institut leitete er bis zu dessen Auflösung im Jahr 1969.
Bülow befasste sich vor allem mit dem Quartär (Geologie) des Norddeutschen Tieflandes, verstärkt aber auch in den 1950er und 1960er Jahren mit der Geschichte der Geologie, mit Tektonik und vor allem mit der Mondgeologie. Bekannt ist er auch durch seine vielfach aufgelegte Geologie für Jedermann.
Seine Mondforschungen fielen in eine Zeit, da man von Fernanalysen per Fernrohr zu unmittelbaren Untersuchungen des Mondes durch fotografische Aufnahmen der erdabgewandten Seite des Mondes, zu physikalischen und chemischen Analysen des Mondgesteines überging. 1969 erschien sein Buch Die Mondlandschaften, das er gewissermaßen als Generalinventur allen Wissens über den Mond auffasste, um zu einer sinnvollen Nutzung neuester Erkenntnisse zu kommen. Kurioserweise fand an Bülows 70. Geburtstag die erste Mondlandung statt.

## Ehrungen
- Nationalpreis für Wissenschaft und Technik 3. Klasse
- Wahl in die Deutsche Akademie der Naturforscher Leopoldina (1961)
- Ehrenmitglied der Geologischen Gesellschaft der DDR (1964)
- Träger der Gustav-Steinmann-Medaille
- Vizepräsident der International Association of Planetology (1968)

## Schriften
- Geologie für Jedermann: eine erste Einführung in geologisches Denken, Arbeiten und Wissen, 10. Auflage, Franckh, Stuttgart 1974 (zuerst 1941)
- Die Mondlandschaften, Mannheim, Bibliographisches Institut, 1969
- mit Hans Udluft Die Preußische Geologische Landesanstalt 1873-1939, Hannover, Bundesanstalt für Bodenforschung 1968
- Das Wichtigste aus der Geologie, Berlin-Konradshöhe, Schmidt, 1954
- Die Entstehung der Kontinente und Ozeane. Bild und Bau der Erdkruste, Stuttgart, Kosmos, 1963
- Allgemeine Küstendynamik und Küstenschutz an der südlichen Ostsee zwischen Trave und Swine, Berlin, Akademie Verlag 1954
- Neubearbeitung von Bruno Tiedemann Über Bodenuntersuchungen bei Entwurf und Ausführung von Ingenieurbauten, Berlin, Ernst 1952
- Erdgeschichte am Wege, Stuttgart, Franckh, 1941
- Wehrgeologie, Leipzig, Quelle und Meyer 1938 (mit Walter Kranz, Erich Sonne, Otto Burre, Wilhelm Dienemann)
- Deutschlands Wald- und Ackerböden: Einführung in die Bodenbeurteilung im Gelände und die Grundlagen der Bodenschätzung, Borntraeger, Berlin 1936
- Deutsche Moore, Borntraeger, Berlin 1932
- Moorkunde, De Gruyter 1924 (Sammlung Göschen)
- Alluvium : Grundsätzliches und Programmatisches zur Geologie der jüngsten erdgeschichtlichen Epoche, Borntraeger 1930
- Herausgeber: Handbuch der Moorkunde, mehrere Bände, Berlin, Borntraeger, ab 1929
- Geologische Heimatkunde von Pommern, 2 Bände, Greifswald, Moninger 1924, 1925
- Beiträge zu Die Entwicklungsgeschichte der Erde, 2 Bände, Werner Dausien Verlag, Hanau und Edition Leipzig 1971